# Philip Buys
Philip Buys (* 30. September 1988 in Durban) ist ein südafrikanischer Radrennfahrer.

## Sportlicher Werdegang
Buys wurde 2009 professioneller Mountainbikefahrer. In diesem Jahr fuhr er auch erstmals beim Cape Epic, einem der bedeutendsten Mountainbike-Etappenrennen der Welt, das jährlich in Südafrika stattfindet. Er fuhr das Cape Epic seitdem in fast jedem Jahr, darunter 2014 mit Nino Schurter. Von 2014 bis 2019 erzielte mit seinen jeweiligen Partnern vier Etappensiege. Seine beste Platzierung im Gesamtklassement waren fünfte Plätze 2014 und 2015; sechsmal gewann er mit seinen Partnern das Trikot des besten afrikanischen Teams.
Im olympischen Cross-Country (XCO) siegte er 2012 bei den Afrika-Meisterschaften. Anschließend vertrat er sein Land an der Seite von Burry Stander im olympischen Mountainbike-Rennen 2012, wo er den 35. Platz belegte. Den Titel als Afrika-Meister verteidigte er 2013 und 2014, auch 2016 und 2023 war er noch zweimal erfolgreich. Südafrikanischer Meister wurde er 2013, 2022 sowie 2023. 2022 gewann er zudem die Landesmeisterschaften im Cross-Country-Marathon (XCM).
Er nahm regelmäßig am UCI-Mountainbike-Weltcup teil, aber ohne Podiumsplatzierungen. Bei Mountainbike-Weltmeisterschaften nahm er im Lauf der Jahre in den verschiedenen Varianten des Cross-Country teil (XCO, XCM, XCC, XCE). Seine beste Platzierung im olympischen Cross-Country war der 42. Platz bei den Mountainbike-Weltmeisterschaften 2014.

## Erfolge
2011
 Afrika-Meisterschaften – XCO
2012
 Afrika-Meister – XCO
2013
 Afrika-Meister – XCO
 Südafrikanischer Meister – XCO
2014
 Afrika-Meister – XCO
zwei Etappensiege Cape Epic
2015
ein Etappensieg Cape Epic
2016
 Afrika-Meister – XCO
2019
 Afrika-Meisterschaften – XCO
ein Etappensieg Cape Epic
2022
 Südafrikanischer Meister – XCO, XCM
 Afrika-Meisterschaften – XCO
2023
 Afrika-Meister – XCO
 Südafrikanischer Meister – XCO